# Tachikawa Ki-54
El Tachikawa Ki-54 fue un bimotor usado por el Servicio Aéreo del Ejército Imperial Japonés como entrenador avanzado de pilotos y tripulaciones de polimotores durante la Segunda Guerra Mundial.

## Desarrollo y diseño
El Ki-54 fue desarrollado por a raíz de un requerimiento del Ejército Imperial Japonés que necesitaba un bimotor de entrenamiento avanzado. El primer prototipo voló en el verano de 1940. Era un monoplano de ala baja cantilever y estaba propulsado por dos motores radiales Hitachi Ha-13a. El resultado de su satisfactoria evaluación llevó a la construcción de la primera versión de producción en 1941 como entrenador de tripulaciones, con la denominación Entrenador Avanzado Tipo 1 Modelo A del Ejército (Tachikawa Ki-54a). Este aparato fue fabricado en distintas versiones con un total de 1368 ejemplares. El nombre en código aliado era Hickory.

## Variantes
Ki-54b
principal versión de serie, completada como entrenador de tripulaciones
Ki-54c
versión de transporte y comunicaciones, ocho plazas de pasaje; algunos aparatos construidos para uso civil fueron designados Y-59
Ki-54d
una pequeña serie de aviones equipados para tareas antisubmarinas
Ki-110
prototipo de una versión del Ki-54c construida íntegramente en madera
Ki-111
proyecto de una versión cisterna
Ki-114
proyecto de una versión avanzada del Ki-110

## Operadores
Japón
- Ejército Imperial Japonés

 Manchukuo
- Fuerza Aérea de Manchukuo

 República de China
- Operó aviones capturados

 China
- Operó aviones capturados

 Francia
- Entre siete y doce (según fuentes) Ki-54 fueron recuperados en la Indochina Francesa por la Armée de l'air y utilizados entre octubre de 1945 y abril de 1947.